# Queen Mary (Schiff, 1933)
Die Queen Mary (auch: Queen Mary II) ist ein im Jahr 1933 vom Stapel gelaufener Firth-of-Clyde-Dampfer, der bei der Werft William Denny (Dumbarton) für die Reederei Williamson-Buchanan Steamers gebaut wurde. Sie wird als Museumsschiff in Glasgow restauriert und es ist beabsichtigt, sie wieder in Fahrt zu bringen.

## Geschichte
Als Queen Mary gebaut, war das Schiff ursprünglich mit 871 BRT vermessen und mit drei Parsons-Turbinen ausgestattet. Mit einer Zulassung für 2.086 Passagiere (die später auf 1.820 reduziert wurde) war sie das größte Personendampfschiff auf dem Firth of Clyde.
Am 20. Mai 1933 wurde sie von der Reederei Williamson-Buchanan übernommen und am Anleger Glasgow’s Bridge eingesetzt, wo sie wöchentlich rund 13.000 Passagiere beförderte. In den Sommermonaten wurden mit dem Schiff Fahrten an die Küste von Arran und zu den Kyles of Bute veranstaltet.
Im Jahr 1935 bat die Cunard Line den Eigner, den Namen des Schiffes von Queen Mary in Queen Mary II zu ändern, um es zu ermöglichen, dass das neue Flaggschiff der Cunard Line, deren Taufe Königin Mary auf ihren Namen vornehmen sollte, diesen Namen erhält. Als Dank für ihre Zustimmung erhielt Williamson-Buchanan ein Porträtgemälde Ihrer Majestät, das im vorderen Salon des Dampfers seinen Platz fand.
Während des Zweiten Weltkriegs wurde die Queen Mary II als Post- und Fährschiff auf den Routen zu den schottischen Inseln verwendet und entging so der Requirierung für den Kriegseinsatz. Nach Kriegsende nahm sie, nun von der London, Midland and Scottish Railway bereedert, wieder ihren normalen Passagierdienst auf. Die Nationalisierung der Eisenbahnen im Jahr 1948 führte für das Schiff zu einem erneuten Wechsel des Eigners, dieses Mal zur damaligen Caledonian Steam Packet Company (später CalMac Ferries).
Im Winter 1956/1957 wurde der Antrieb bei Barclay Curle von Kohle auf Öl umgestellt. Dieses erforderte weitgehende Änderungen der Antriebsanlage. Einer der ursprünglichen zwei Schornsteine war überflüssig geworden und es wurden zwei Hauptmasten errichtet, die den Anforderungen einer neuen Vorschrift für die Lichterführung auf Seeschiffen Genüge taten. Die Vermessung des Schiffes änderte sich nach Abschluss der Arbeiten auf 1.014 BRT.

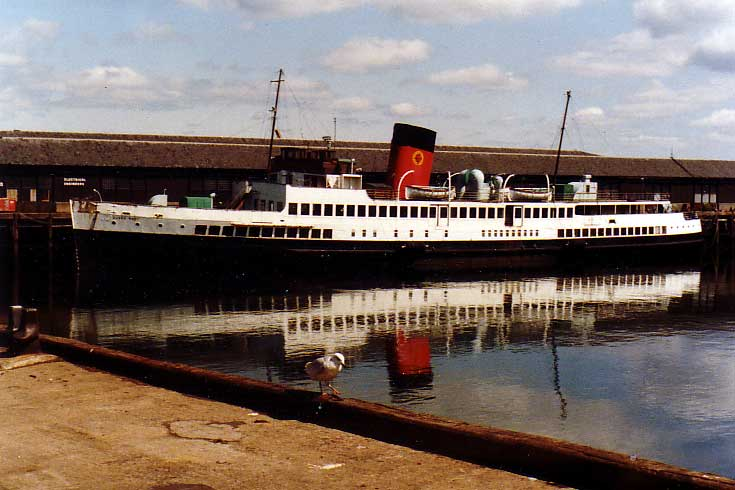
Queen Mary als Auflieger in Greenock (1981), noch in den Farben von Caledonian MacBrayne

Obwohl die 1960er-Jahre einen anhaltenden Rückgang des Passagieraufkommens auf dem Firth of Clyde brachten, blieb die Queen Mary II in Dienst und wurde zusätzlich für Ausflugsfahrten von Gourock (Firth of Clyde) nach Inveraray, Brodick und Campbeltown genutzt.
Von 1969 an wurde die Queen Mary II auf praktisch allen Linienverbindungen eingesetzt und lief regelmäßig von Gourock nach Inveraray, Campbeltown, Ailsa Craig, Bute und Stranraer.
Im Jahr 1976 wurde das Cunard-Schiff Queen Mary aus der Schiffsliste des Lloyd’s Register gestrichen. Am 4. Mai 1976 erhielt die Queen Mary II ihren eigentlichen Namen Queen Mary zurück.
Obwohl das Schiff sich weiterhin großer Popularität für gecharterte Ausflugsfahrten erfreute, zeigte sich angesichts ihres Alters deutlich, dass gründliche Sanierungsarbeiten erforderlich waren, um sie sicher in Fahrt zu halten. Die Entscheidung fiel, das Schiff außer Dienst zu stellen und am 27. September 1977 lief die Queen Mary letztmals mit zahlenden Passagieren aus. Danach wurde sie im East India Harbour, Greenock, aufgelegt.

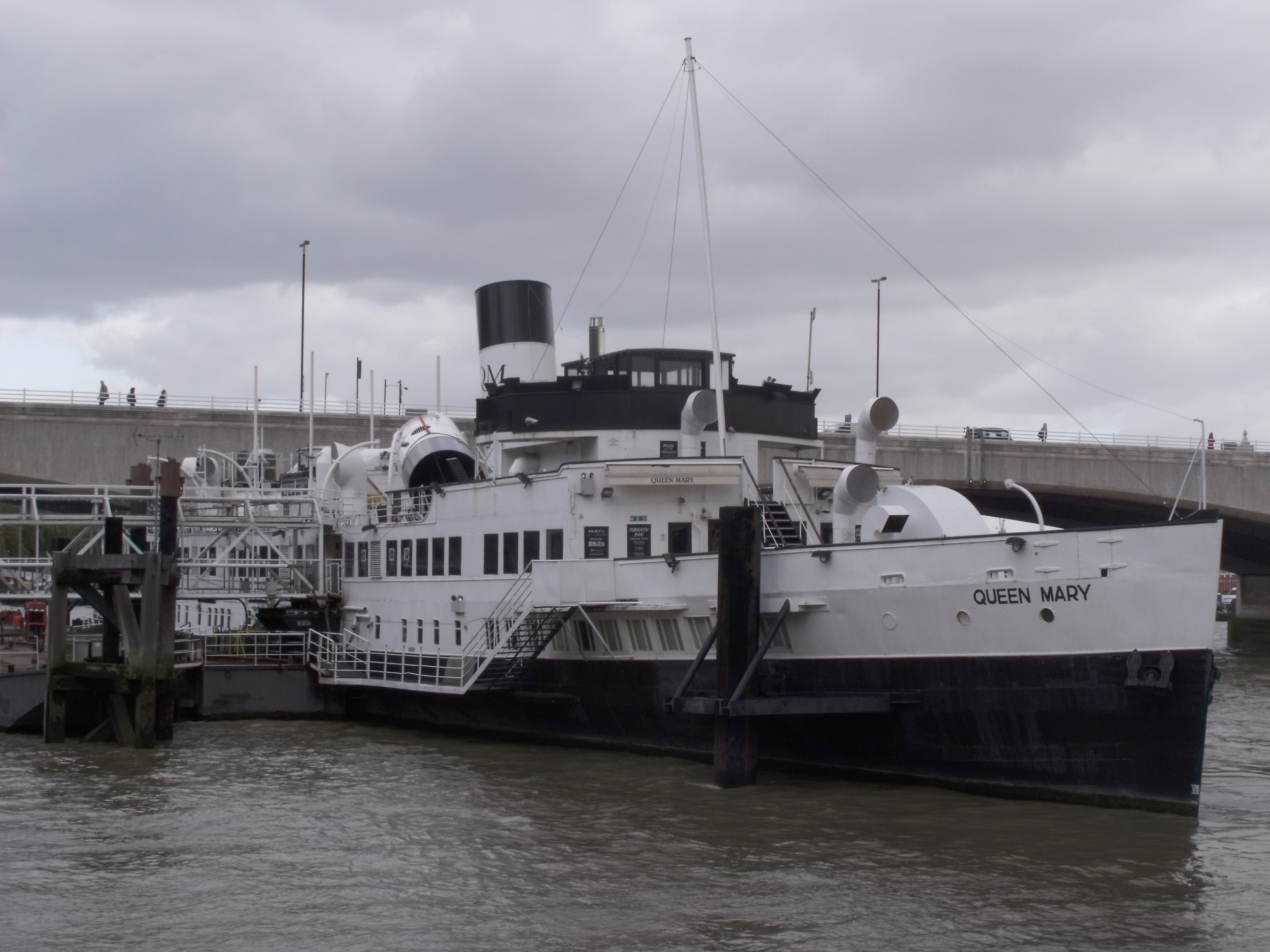
Queen Mary am Londoner Victoria Embankment (2009)

Die Queen Mary wurde im Jahr 1978 an die Stadtverwaltung von Glasgow (Glasgow District Council) verkauft, die plante, sie zu einem Museum zu machen. Es gelang jedoch nicht, die für diesen Zweck ausreichenden Mittel bereitzustellen. Daraufhin folgten weitere Wechsel der Eigner. Die Firma Tesright Limited ließ das Schiff am 29. Januar 1981 nach London schleppen. Im Jahr 1987 wurde es dort erneut verkauft und die „Bass plc“ investierte 2,5 Millionen Pfund in eine umfassende Renovierung, die der Queen Mary auch ihren ursprünglichen zweiten Schornstein wieder gab. Danach erhielt das Schiff einen festen Liegeplatz am Victoria Embankment im Herzen Londons. Das Bewirtungsangebot an Bord bestand nun aus zwei Bars und zwei Veranstaltungsräumen, zu denen an Oberdeck ein Open-air-Bereich für Veranstaltungen kam.
Im November 2009 wurde die Queen Mary nach Tilbury geschleppt, wo sie für eine neue Verwendung als Restaurant und Fitness Center in La Rochelle vorbereitet werden sollte. Das Projekt ließ sich jedoch nicht realisieren und das Schiff verblieb im Hafen von Tilbury.

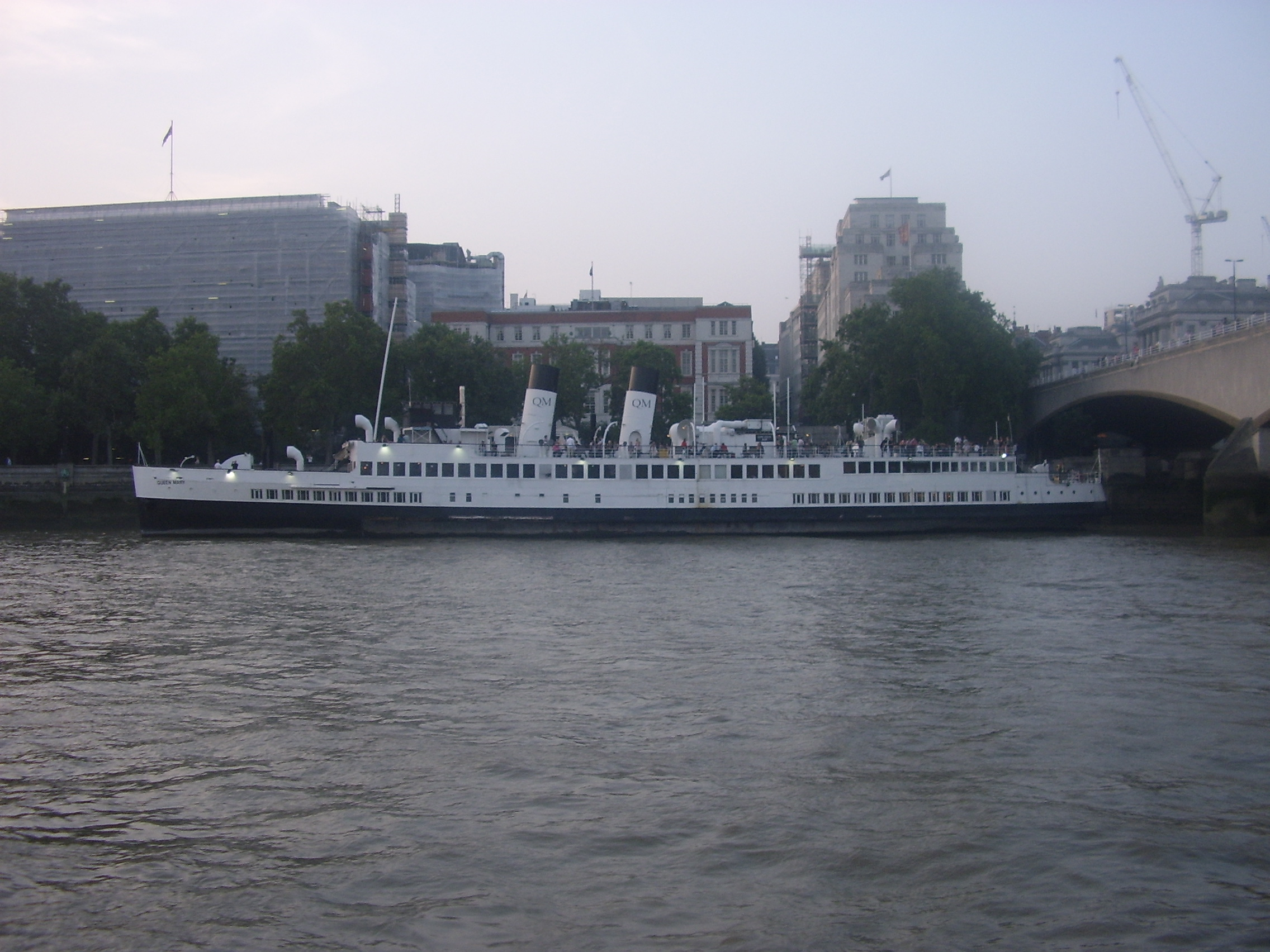
Queen Mary (wieder mit zwei Schornsteinen) auf der Themse (2007)

## Erhalt als Beispiel für das britische maritime Erbe
Im Jahr 2012 gründete sich der gemeinnützige Verein „Friends of the TS Queen Mary“ mit dem Ziel, das Schiff dauerhaft zurück nach Glasgow zu bringen. Angesichts mangelnder Seefähigkeit und wegen einer aufgrund nicht gezahlter Hafengebühren drohenden zwangsweisen Verschrottung kam es 2015 zu einer Versteigerung des Schiffes, bei der es dem Förderverein gelang, den Zuschlag zu erhalten.
Eine Kampagne unter Führung des Schauspielers Robbie Coltrane erbrachte bis zum März 2016 die benötigte Summe von 120.000 Pfund, um die notwendigsten Reparaturen ausführen zu lassen. Am 15. Mai des Jahres erreichte die Queen Mary im Schlepp den Firth of Clyde und wurde im James Watt Dock, Greenock, festgemacht.

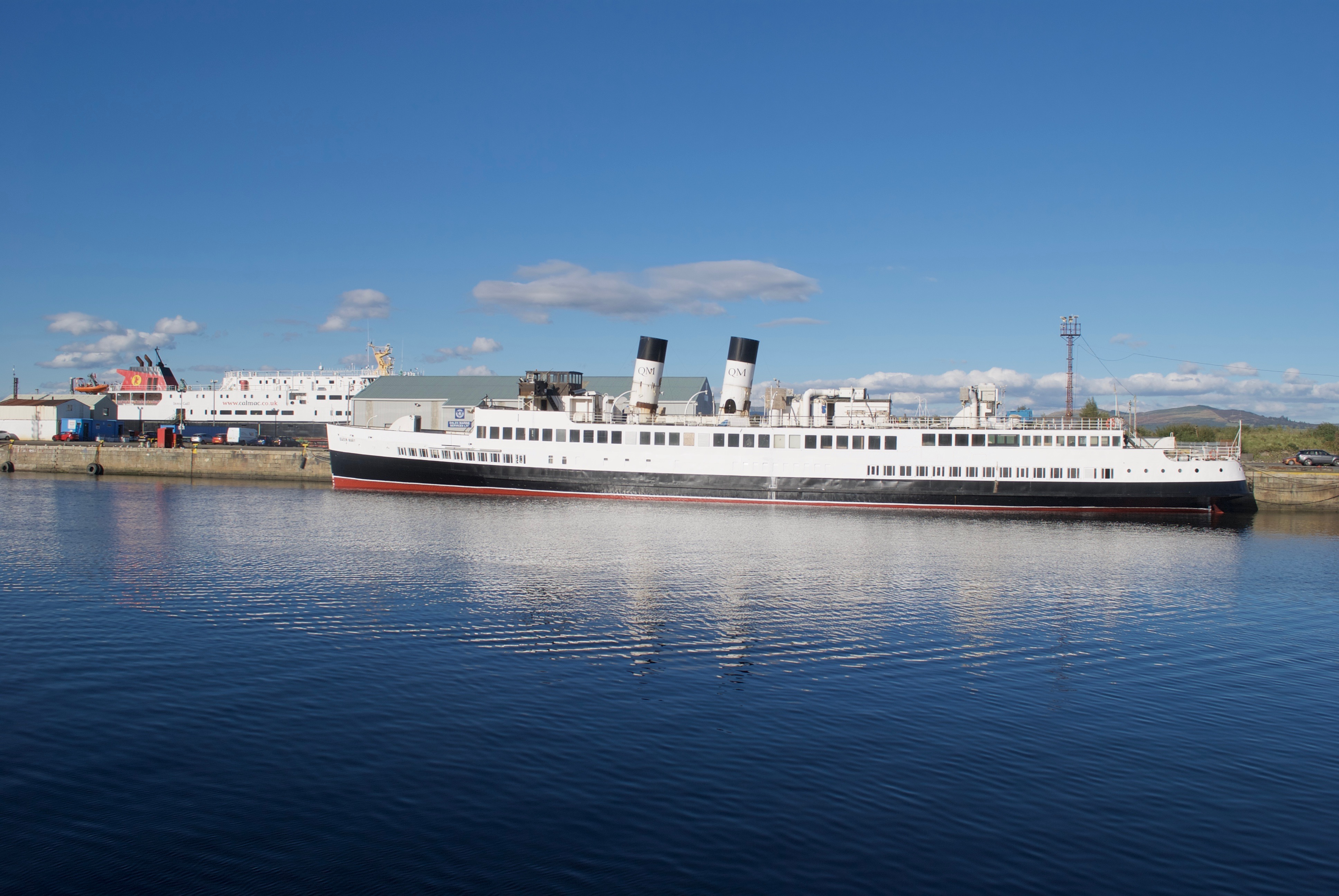
Queen Mary im James Watt Dock, Greenock (2016)

Nach einer erneuten Sammlung, die 350.000 Pfund erbrachte, wurde die Queen Mary am 1. September 2016 in ein Trockendock bugsiert, wo die Arbeiten an ihrer Erneuerung begonnen wurden. Seit dem 9. November 2016 befindet sich ihr Liegeplatz in Glasgow in Nachbarschaft zum Glasgow Science Centre.
Am 11. März 2022 gab Prinzessin Anne, Princess Royal, die die Schirmherrschaft über das Projekt ausübt, bekannt, dass die Überholung des Schiffs erweitert wird und es der Queen Mary im Jahr 2024 wieder möglich sein wird, Fahrten im Firth of Clyde zu unternehmen. Dazu wird allerdings eine neue Maschinenanlage notwendig sein.